# Super Size Me
Super Size Me è un film documentario statunitense del 2004 scritto, prodotto, diretto e interpretato da Morgan Spurlock.
Il documentario è la testimonianza di un esperimento di trenta giorni durante il quale Spurlock si è nutrito solo di cibo prodotto dalla catena di ristoranti McDonald's. Il film fu un successo di critica e pubblico, e ricevette la nomination all'Oscar come miglior documentario nel 2005.

## Trama
(Ray Kroc, fondatore di McDonald's)
Morgan Spurlock è stato controllato per tutta la durata della prova dal medico internista Daryl M. Isaacs, dalla gastroenterologa Lisa Ganjhu e dal cardiologo Stephen Siegel, che hanno registrato i cambiamenti e gli effetti occorsi nel mese dell'esperimento (oltre che dalla nutrizionista e dietologa Bridget Bennett e dal fisiologo dell'esercizio Eric Rowley). Tutti e tre i medici hanno dichiarato che Spurlock, prima dell'inizio dell'esperimento, era perfettamente nella media come stato fisico, ma che con l'esperimento avrebbe riscontrato effetti negativi sul suo corpo, come un lieve aumento ponderale e del tasso di colesterolo, anche se nessuno di loro si sarebbe aspettato niente di così drastico dato che «il corpo umano si adatta molto facilmente». Prima dell'inizio dell'esperimento Spurlock, alto 188 cm, aveva un peso corporeo di 83,5 chili.
Spurlock inizia il mese con una colazione in un McDonald's nella sua natia Manhattan, dove ne esiste uno ogni 0,7 km², effettuando al tempo stesso quasi tutti i suoi spostamenti in taxi, per diminuire i passi effettuati al giorno ai quotidiani 2500 di un americano medio. Le abitudini alimentari di Spurlock durante l'esperimento sono state dettate da 4 precise e severe regole:
- Regola n.1: ad esplicita domanda, Morgan ordinerà solo menù Super Size
- Regola n.2: Può ordinare solo cibi venduti direttamente da McDonald's, acqua inclusa
- Regola n.3: Deve ordinare tutto quello che c'è sul menù, almeno una volta.
- Regola n.4: Deve consumare al McDonald's tre pasti al giorno (colazione, pranzo e cena)

Il secondo giorno Spurlock mangia il suo primo menu taglia Super Size, ha il suo primo mal di stomaco e si presenta un episodio di nausea. Dopo cinque giorni Spurlock ha già aumentato il proprio peso del 5%. Non passa molto che Spurlock si trova già in un inspiegabile stato di depressione, e ancora più inspiegabilmente la sua depressione, la letargia ed i mal di testa vengono attenuati solo da un altro pasto McDonald's.
Anche se a un certo punto perde addirittura 500 grammi, presto guadagna altri 5 kg portando il suo peso a 92 kg. Per la fine del mese, Spurlock arriverà a 95 kg, un incremento di quasi 11 kg che ha richiesto sei mesi per essere smaltito. La salutista Alexandra Jamieson, la fidanzata di Spurlock, lo ha aiutato nei mesi successivi a "disintossicarsi" con una dieta accuratissima, ed ha attestato il fatto che Spurlock ha perso molta della sua energia e libido durante l'esperimento.
Attorno al ventesimo giorno, Spurlock avverte dei casi di tachicardia. Il dottor Isaacs gli rivela che il suo fegato «sembra una specie di pâté», consigliandogli quindi di interrompere quello che sta facendo per evitare seri problemi cardiaci e paragonandolo al protagonista di Via da Las Vegas, che beve deliberatamente fino alla morte per un periodo simile di tempo. Secondo la dottoressa Ganjhu, Spurlock ha ormai sviluppato una vera e propria dipendenza dal cibo targato McDonald's.
Spurlock apporta qualche modifica alla dieta pur continuando a seguire le regole imposte, per esempio assume porzioni maggiori d'insalata, che comunque nei McDonald's risulta avere un alto tasso di zucchero, e arriva comunque al trentesimo giorno, raggiungendo il suo obiettivo di essere supersized nove volte durante il corso della prova (cinque delle quali in Texas, lo stato statunitense con i maggiori problemi di obesità secondo quanto riportato nel film). Tutti e tre i medici sono sorpresi dallo stato di deterioramento della salute di Spurlock. L'unico dato che non ha subito grossi stravolgimenti è la massa grassa raggiunta, che all'inizio era dell'11% e che è arrivata al 18%, comunque inferiore rispetto alla media statunitense del 22%.
Accanto ai travagli personali di Spurlock, vengono indagati i diversi fattori che portano gli Stati Uniti d'America ad avere il tasso di obesità più alto del mondo, tra cui la mancanza di cibo sano in molte scuole statunitensi e il potere negativo della pubblicità di cibi grassi (bevande zuccherate o gassate, snack e, ovviamente, McDonald's) sui giovani.

## Produzione
Il tutto prende le mosse da un episodio di cronaca del 2002: due ragazze statunitensi citarono in giudizio la catena di fast food McDonald's, affibbiandogli la colpa per la loro obesità. La difesa della società puntò sul fatto che non c'erano prove che un'alimentazione basata esclusivamente sui loro prodotti o principalmente sui fast food avesse effetti simili. Il giudice ha stabilito che la causa può procedere solo se la parte offesa può effettivamente dimostrare che McDonald's sia consapevoli del fatto che mangiare solo fast food tutti i giorni sia davvero dannoso per la salute.
Per contrastare quest'osservazione e questo vuoto, Spurlock, scrittore e produttore fino ad allora noto soprattutto nel circuito televisivo, decise di diventare una cavia di un esperimento: un mese di solo cibo McDonald's, il tutto davanti ad una telecamera accesa 24 ore al giorno. La pellicola segue un esperimento portato avanti dal regista: per un mese (30 giorni) ha mangiato solamente cibo della nota catena mondiale di fast food McDonald's, tre volte al giorno (colazione, pranzo e cena), ogni giorno - interrompendo contemporaneamente ogni attività fisica - e documentando tutti i cambiamenti fisici e psicologici avvenuti. Oltre a questo, Spurlock esplora l'enorme potere della catena sull'industria dei fast food e come questa incoraggi un'alimentazione povera per massimizzare il proprio profitto andando a visitare diverse scuole per vedere cosa danno da mangiare nelle mense scolastiche.
Spurlock, 33 anni, era in salute e in perfetta forma fisica, a detta di tutti i medici di diverse branche che l'avevano visitato all'inizio: prima dell'esperimento infatti Morgan misurava 188 centimetri di altezza per 84 kg. Dopo 30 giorni ha guadagnato 11 chili, ossia un incremento della massa corporea del 13%. Durante l'esperimento ha anche provato improvvisi e repentini cambi di umore oltre a disfunzioni sessuali certificate dalla sua compagna. Infine, ha manifestato forte stanchezza che gli rendeva difficile persino salire le scale all'interno della sua abitazione.
Nel film appare Don Gorske, famoso negli Stati Uniti per aver consumato dal 1972 più di 23.000 Big Mac da McDonald's, una media di 2,03 al giorno.

## Distribuzione
Il docufilm è uscito nelle sale statunitensi il 7 maggio 2004 mentre in Italia per l'8 aprile 2005.

## Impatto
Dopo l'uscita del film, McDonald's ha deciso di ritirare dal mercato il menu Super Size e ha cominciato a offrire opzioni più bilanciate ai propri clienti, anche se la catena ha negato di aver apportato questi cambiamenti a causa del documentario.

## Accoglienza

### Critica
Il film è stato accolto da critiche positive. Ha ottenuto l'approvazione da parte del 93% dei critici e del 69% del pubblico sul sito di recensioni Rotten Tomatoes. Su Metacritic ha ricevuto un voto di 73/100 da parte dei critici e di 71/100 da parte del pubblico. Anche in Italia il film è stato accolto positivamente: detiene una votazione di 3 stelle su 5 sul sito MYmovies.it e raccoglie consensi dalla maggior parte dei critici dei più importanti quotidiani nazionali e dalla maggior parte degli spettatori che hanno visto il film. La pellicola ha vinto al Sundance Film Festival e ha ottenuto una nomination all'Oscar al miglior documentario.

### Incassi
A fronte di un budget di produzione di 65 000 dollari, il film ha incassato 20 641 054 dollari a livello mondiale, diventando uno dei film documentari di maggior incasso della storia del cinema.

## Riconoscimenti
- 2005 - Premio Oscar
  - Candidatura per Miglior documentario
- 2004 - Sundance Film Festival
  - Miglior regia di un documentario

## Sequel
Tredici anni dopo il primo film, Spurlock ne ha realizzato un sequel intitolato Super Size Me 2: Holy Chicken!, distribuito l'8 settembre 2017, in cui denuncia il monopolio dei fast food specializzati nel pollo fritto.